# Trappstadt
Trappstadt è un comune tedesco di 1 042 abitanti, situato nel land della Baviera.